# Écomusée du cheminot Veynois
Pour les articles homonymes, voir Cheminot (homonymie).
L'écomusée du cheminot est un musée situé à Veynes, dans les Hautes-Alpes, en France, qui expose les conditions de vie et de travail des cheminots dans une ville dont le développement est lié à l'histoire des chemins de fer.

## Histoire
Il a ouvert ses portes en 1999.

## Présentation
Le musée témoigne de la situation privilégié de Veynes au sein du réseau de la Compagnie des Chemins de fer de Paris à Lyon et à la Méditerranée. Il évoque également l’œuvre d'Adrien Ruelle (1815 - 1887), l'ingénieur qui a marqué le destin de la cité.
Il contient trois maquettes de chemins de fer entretenues par des bénévoles.